# Crèche (enfant)
Pour les articles homonymes, voir crèche.
 (octobre 2013).

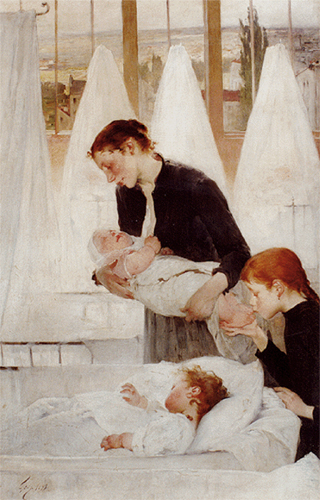
La Crèche par Henri Jules Jean Geoffroy (1899).

Une crèche, ou une garderie au Québec, est un lieu d'accueil collectif destiné aux enfants préscolaires, dès l'âge de 2 mois. La crèche a pour rôle de pallier au mieux l'absence des parents, mais sans s'y substituer. Il s'agit également d'un lieu permettant à l'enfant de découvrir la vie en collectivité et dont l'équipe d'encadrement et d'animation s'appuie sur un projet éducatif.
En France, elles représentent trois des cinq modes de garde d'enfant subventionnés par l'État.
Au Québec, le mot « crèche » étant plutôt utilisé pour les orphelinats, on emploie le terme de « garderie » ou bien de Centre de la petite enfance (CPE). La garderie est généralement un mode de garde privée, alors que le CPE est subventionné par le gouvernement québécois.

## Types

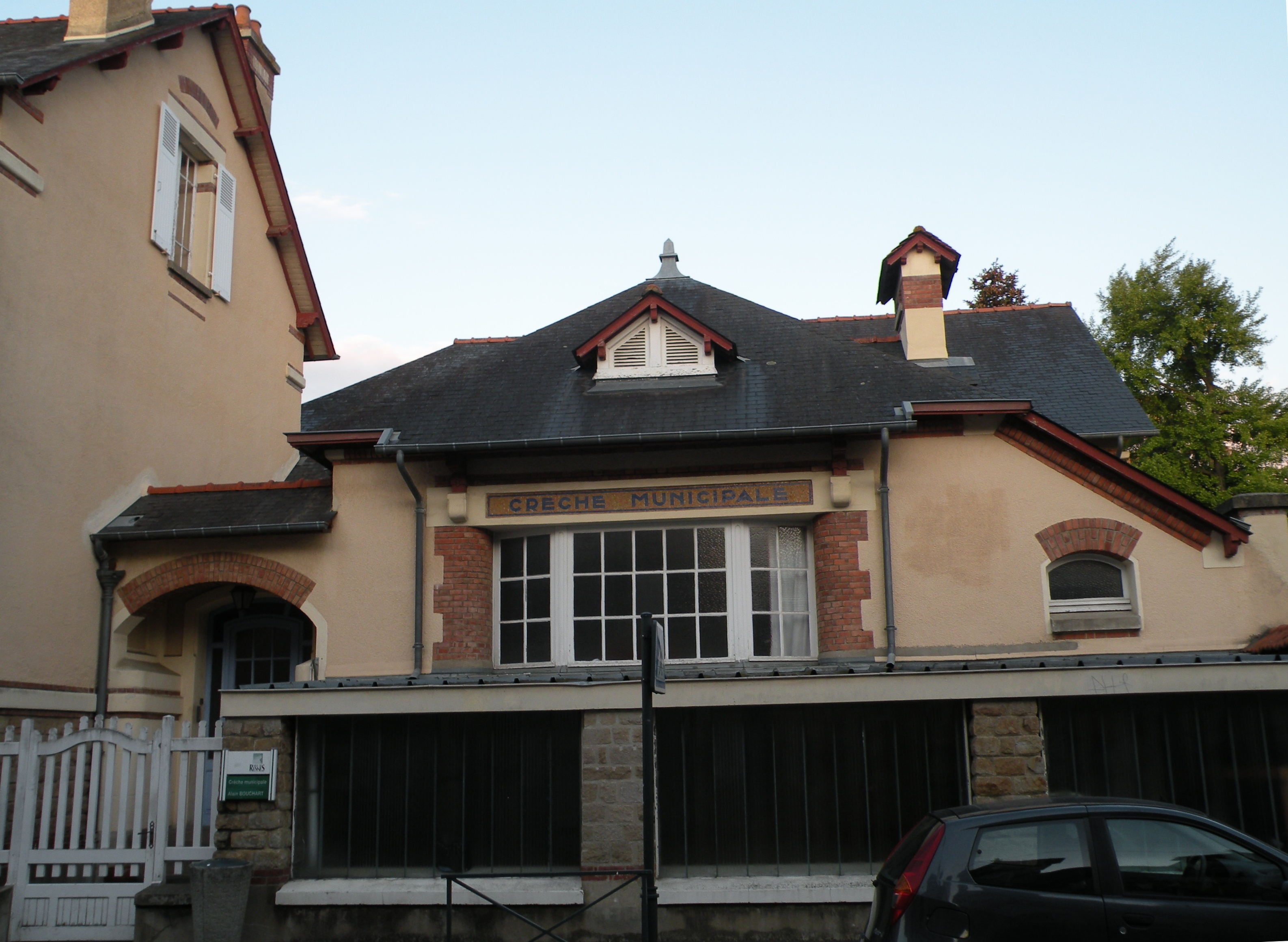
Crèche municipale de Rennes, construite par Emmanuel Le Ray.

Les crèches sont dites collectives, sauf dans quelques cas particuliers :
- crèche parentale : elle est gérée par des parents (regroupés en association) qui s'occupent de toute la partie administrative. Ils assurent également une partie des heures d'encadrement des enfants. Ils sont aidés par des professionnels de la petite enfance.
- crèche familiale, désormais appelée service d’accueil familial : elle accueille, sous la responsabilité de professionnels de la petite enfance et de façon ponctuelle, les enfants habituellement gardés à domicile par une assistante maternelle. Ce mode de garde est donc prévu pour faire découvrir à ces enfants la vie en collectivité. Il permet également de garantir la formation ou le soutien des assistantes maternelles. Son fonctionnement est proche de celui des Relais d'Assistance Maternelle (dans un RAM, les assistantes maternelles sont indépendantes, alors que dans une crèche familiale, elles sont recrutées et rémunérées par la municipalité).

Par ailleurs, elle peut être une :
- crèche municipale, gérée par une collectivité locale, mairie ou communauté de communes. il y a aussi des aires de jeu.
- crèche associative, gérée par une association mais avec le soutien des pouvoirs publics
- crèche privée, en développement depuis 2004, elles sont gérées par une entreprise privée. En France, l’économie du secteur se concentre quant à elle autour de cinq acteurs phares (Babilou, Les Petits Chaperons Rouges, People and baby, Crèche Attitude et La Maison Bleue)[3],
- crèche d'entreprise, (ou crèche inter-entreprise), en développement depuis 2004, la crèche d'entreprise permet à une entreprise de réserver une place en crèche à un ou plusieurs parents salariés. On retrouve deux grands réseaux indépendants de crèche d'entreprise (Crèche Adorée et Ma Place en Crèche),
- crèche en forêt, gérée par une association, promeut la santé, la nature et le développement durable.

### Multiaccueil
Enfin, une crèche peut-être couplée à d'autres modes de garde. Par exemple, une crèche peut proposer également un accueil ponctuel (halte-garderie) ou périscolaire (enfants déjà scolarisés). En France, le néologisme multiaccueil tend à devenir le nom administratif des crèches faisant aussi office de haltes-garderies ; mais l'Académie française réprouve le caractère « cloisonnant » de cette création lexicale, et ne l'a pas entérinée à ce jour.
En tout état de cause, l'orthographe multi-accueil, fréquemment préférée par les administrations françaises, est défectueuse. En français, le préfixe ne se détache pas du radical : multicarte, multicanal, multiplication, multirécidiviste, multiaccueil, pluriannuel.

### Microcrèche
La microcrèche est une structure au statut juridique bien identifié (microcrèche associative, microcrèche d'entreprise ou microcrèche communale) de 10 places maximum où le personnel d'encadrement des enfants est salarié de la structure. Ainsi, la responsabilité vis-à-vis des familles est parfaitement identifiée. Des professionnels de la petite enfance avec 2 ans d'expérience et des assistantes maternelles avec trois ans d'expérience peuvent encadrer les enfants. 2 personnes chargées de l'encadrement doivent être présentes à tout moment au-delà de 3 enfants présents simultanément.
Le gestionnaire de la microcrèche peut recruter un directeur qui possède les qualifications exigées par la loi ou désigner une personne chargée du suivi technique, c'est-à-dire de l'animation du projet éducatif et social (projet d'établissement). Si la personne chargée de ce suivi technique ne possède pas les qualifications requises pour la fonction de directeur, le gestionnaire doit s'assurer de l'appui d'une personne possédant ces qualifications.
Le local peut-être un appartement, une maison ou tout autre lieu, à condition que la sécurité et la santé des enfants soient assurées et que le médecin de protection maternelle et infantile (P.M.I.) ait rendu un avis favorable, et que le Président du Conseil général ait délivré un agrément.

## Organisation interne

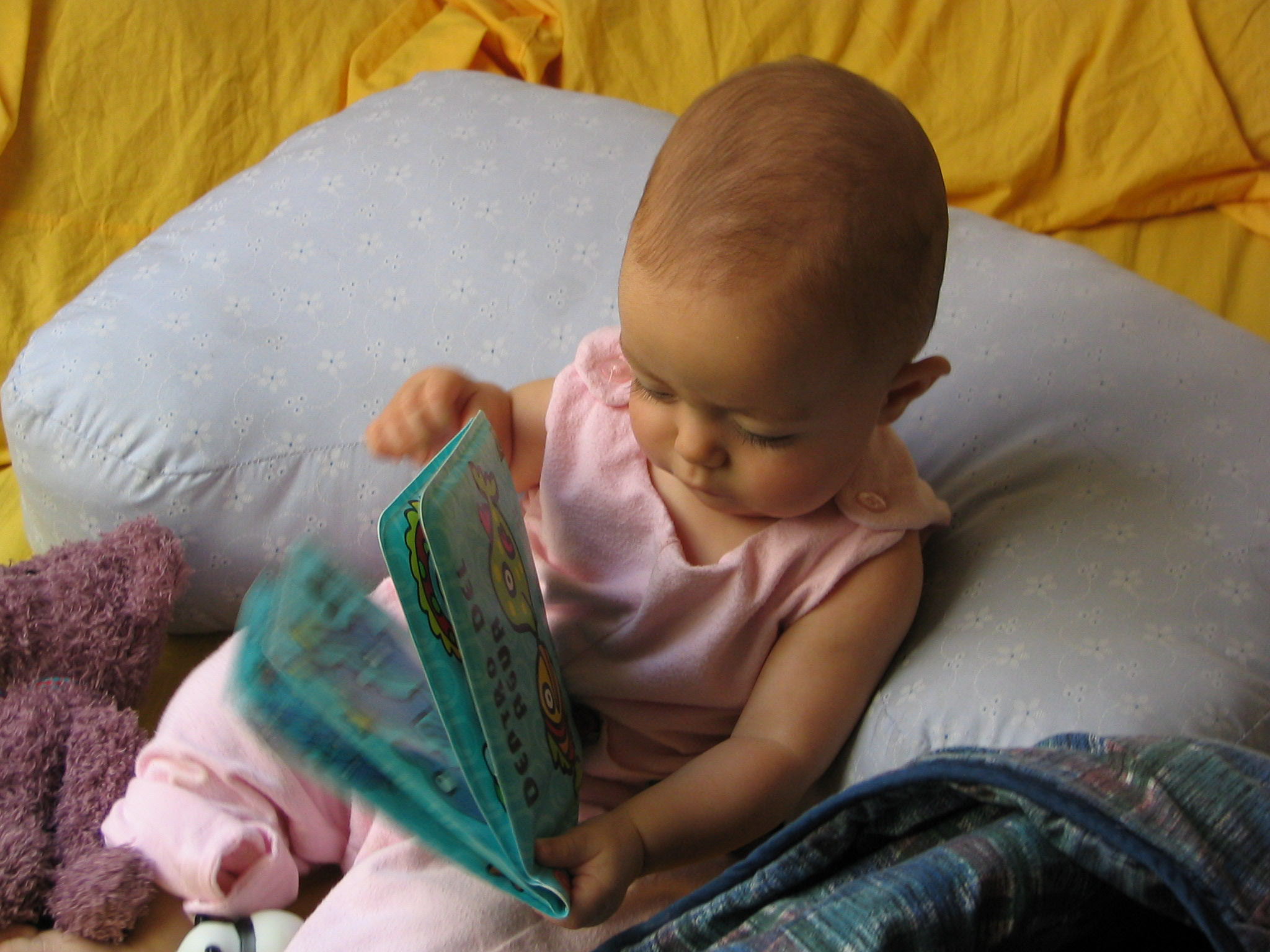

En France, les crèches sont placées sous la responsabilité d'un directeur, nommé également responsable technique, qui doit être diplômé de la petite-enfance (Éducateur de jeunes enfants ou Infirmier en puériculture). Hormis le management de l'équipe, le directeur assure, entre autres, la gestion administrative et budgétaire.
L'éducatrice ou éducateur de jeunes enfants a pour mission de susciter l'éveil du jeune enfant, de favoriser son développement et son épanouissement. Il/elle a également un rôle d'animation au sein de l'équipe.
L'Infirmier en puériculture dispense les soins de santé (pansements, médicaments) et se charge de la surveillance médicale.
L'auxiliaire de puériculture dispense des soins d’hygiène et de confort pour préserver et restaurer la continuité de la vie, le bien-être et l’autonomie de l’enfant. En accord avec l'éducateur de jeunes enfants, l'auxiliaire propose également des activités qui favorisent l'éveil et l'épanouissement des enfants (soins, changes, repas, jeux…).
L'équipe technique est constituée d'une ou plusieurs personnes chargées d'attributions polyvalentes dont dépendent le fonctionnement régulier et l'hygiène générale de la crèche (cuisinière, agent d'entretien, etc.). Elle est indispensable à la santé et à la sécurité des jeunes enfants et du personnel.
Le médecin de crèche assure une surveillance médicale au sein de la crèche de façon essentiellement préventive.
Le psychologue a un rôle d'écoute et de conseil auprès des familles accueillies ainsi que de l'équipe de l'établissement.
Les employés sont généralement rémunérés au salaire minimum.

## En Europe
Le Conseil de l’Europe a fixé en 2002 un objectif à horizon de 2010 : un tiers des enfants de moins de 3 ans doit disposer d’un mode de garde formel.
C'est en Europe du Nord que les crèches sont les plus développées.  56 % des enfants danois en profitaient en 2012.
En Italie, les crèches se développent dans les années 1970. La loi sur la maternité de 1970 (Italie) garantit aux femmes un congé maternité obligatoire désormais payé à 100% (2 mois avant et 3 mois après). Ainsiqu'une possibilité de six mois supplémentaires moins bien rétribués.

## Cas de la France
On dénombre seulement 360 crèches en 1946. Dès les années 1970, et l'émancipation des femmes, le chiffre atteint en 1975 : 883 crèches collectives et 284 crèches familiales. Dès 1981, aux 1306 crèches collectives et 554 crèches familiales se sont ajoutées des « mini-crèches » (15-20 enfants).
En termes d’accueil des enfants (tous moyens confondus), en 2014, la France était située un peu au-dessus de la moyenne européenne, mais avec un déficit de place en crèche, malgré une forte demande (un enfant de moins de 3 ans sur deux avait accès à une assistante maternelle ou, moins souvent, à une crèche, bien que le nombre de places en crèche ait régulièrement augmenté depuis 20 ans ; seuls 16 % des enfants non encore scolarisés accédaient à une crèche en 2011. En effet, en raison de la baisse de la préscolarisation des enfants de 2 à 3 ans depuis la fin des années quatre-vingt-dix, la part du mode d'accueil le moins coûteux à la fois pour l'État et les familles a reculé, "en dépit de la « relance » initiée en 2012 qui a seulement permis de stopper la chute constatée en concentrant désormais les efforts sur les zones prioritaires" pointe l’Inspection générale des affaires sociales en 2017. En 2023, selon un rapport de l’Observatoire national de la petite enfance (Onape) : concernant les 0-3 ans une tendance à la baisse du nombre d’assistantes maternelles est confirmée, alors que le nombre de crèches multi-accueil et créations de places dans des micro-crèches sont relativement stables. Fin 2022, 50% des moins de 3 ans (1,09 million d’enfants) ont bénéficié d'au moins un mode d’accueil financé par la "branche famille" (hausse : +1,5% "dans un contexte de baisse (-1,2%) du nombre de jeunes enfants". Cette augmentation s'explique par les établissements d’accueil du jeune enfant (EAJE, financés par la prestation d’accueil du jeune enfant ; ils ont accueilli 12.000 enfants en plus (+18,2%) par rapport à 2021. Le nombre d'enfants accueillis en 2022 chez une assistante maternelle a augmenté de 1?2% (+6.000), pendant que l’accueil en EAJE diminuait (-3.000 enfants, soit –0,6%). La part des enfants accueillis en collectifs (26%) était proche de celle des enfants accueillis en individuel (27%). « Les enfants des familles les plus modestes étaient "23% à être confiés à un mode d’accueil en 2022, contre 74% de ceux dont les familles ont des revenus plus élevés", soit trois fois moins ». 
« Parmi les enfants âgés de moins de 4 ans non scolarisés, la moitié est habituellement gardée, en semaine, par ses parents, probablement la mère dans la très grande majorité des cas, 29 % sont gardés par une assistante maternelle et 16 % sont accueillis en structure collective (crèche collective, familiale…). Seule une petite proportion d’enfants (4,5 %) est gardée principalement par les grands-parents ou d’autres membres de la famille ».

### Projet d'établissement
La crèche s'appuie sur un projet d'établissement avec trois volets - social, éducatif, pédagogique - construit avec les professionnels et les parents, préparé et validé avec les partenaires (CAF, PMI, MSA, collectivités locales)…
La connaissance de la langue des signes par le personnel de puériculture est un élément positif pour tous les enfants qui ne savent pas encore parler. Cela facilite la compréhension de ce que l'enfant tente d'exprimer par d'autres moyens que les pleurs (faim, souffrance, jouer, manger etc), et cela favorise le bon développement psychoaffectif moteur et intellectuel des enfants. Il n'y a cependant pas d'obligation pour les crèches d'embaucher des personnes maîtrisant la Langue des signes pour bébé.

### Enjeux politiques
Le nombre de places en crèches est un enjeu politique important. L'argument apparaît dans nombre de discours en période électorale. La France est en effet l'un des pays d'Europe où le nombre de femmes qui travaillent en dehors de leur foyer est le plus important ; mais c'est surtout le pays qui dispose d'un des systèmes les plus efficaces en matière d'accueil des enfants. On peut supposer que cela favorise la démographie relativement forte de la France. D'où le caractère essentiel, dans la vie quotidienne, des dispositifs d'accueil destinés à la petite enfance (c'est-à-dire de 0 à 3 ans). « La conférence nationale contre la pauvreté et pour l’inclusion sociale 2013 prévoyait qu’une place en crèche sur dix soit réservée à des enfants dont les parents étaient bénéficiaires de minima sociaux ou en situation de monoparentalité ».
La garde de l'enfant est également un facteur d'égalité. Ainsi le taux d’emploi des femmes âgées de 20 à 64 ans atteint 66,5 % en 2015 - un résultat légèrement supérieur à la moyenne européenne.

### Crèches privées
Dans les années 1990, L'ouverture à la concurrence a eu pour effet de porter en délégation de service public (DSP) des services qui étaient jusque-là gérés avec des fonctionnaires territoriaux. En 2011, les crèches municipales représentaient 61% du parc, les crèches associatives représentaient 30% du parc tandis que les crèches privées à but lucratif ne représentaient que 6,5 % du parc. En 2015, on dénombre, selon la Dress, environ 700 structures sur 12000 gérées en DSP. En 2020, les crèches municipales ne représentaient plus que 16% du parc, les crèches associatives seulement 22% et les crèches privées à but lucratif 31 % (« L'offre d'accueil des enfants de moins de trois ans », Dress, séries longues et résultats détaillés, 2011 et 2020).

### Prestation de service unique
En France, un dispositif nommé prestation de service unique (PSU) a été mis en place en 2002, dans la continuité du décret d’août 2000 relatif aux établissements et services d’accueil pour les enfants de moins de six ans. Son objectif est de mieux prendre en compte l'évolution de la demande des parents, en favorisant le développement des multiaccueils et en introduisant une comptabilisation « à l'heure » des temps de présence réelle des enfants.
La mise en place de la PSU se révèle être particulièrement complexe à gérer pour les structures qui doivent sans arrêt adapter les plannings et budgets aux demandes des parents.
La PSU a également été l'objet de critiques car, si elle prend en compte le besoin des parents, elle ne prend pas forcément en compte celui des enfants (comment gérer la séparation, les temps de repos, etc).

### Air intérieur
En 2009, l'Association Santé Environnement France a conduit une étude sur la qualité de l'air dans les crèches,. Trois molécules étiquetées comme hautement préoccupantes par l’Observatoire de la qualité de l'air intérieur avaient été analysées: un reprotoxique (phtalates) et deux cancérigènes (benzène et formaldéhyde). On retrouve le benzène dans l’air extérieur et les peintures, le formaldéhyde dans les agglomérés de bois, les mousses synthétiques ou encore les peintures et les phtalates, dans les plastiques et donc les jouets. Les résultats ont montré que l’on retrouvait dans une majorité des crèches testées des taux préoccupants pour le benzène ainsi que pour le formaldéhyde (au-dessus des valeurs guides). Une bonne surprise cependant : les taux de phtalates inhalés étaient rassurants. Au lendemain de l'annonce des résultats de cette étude, le ministère de l'environnement avait lancé une étude sur 300 crèches et écoles en France.
En 2019, un projet d’ordonnance pourrait conduire à baisser le taux d’encadrement des enfants, diminuer la part de personnel non qualifié, et réduire le nombre de mètres carrés par enfant.

### Label Écolo Crèche
Afin de préserver la santé des tout-petits, le label écolo-crèche fut créé en 2008.
Aujourd'hui, 180 crèches sont labellisées, et 430 ont demandé la labellisation. Ces dernières doivent répondre à des critères précis, notamment sur la gestion des lieux : eau, déchets, produits utilisés, alimentation, énergie, bâtiment. Ainsi, les produits d'entretien, le mobilier, les peintures, les revêtements, sont aussi pris en compte pour l'obtention du label.
Le référentiel du label élaboré par l'association Label Vie en collaboration avec un comité national externe composé de la Fondation Nicolas Hulot, l'Ademe, du ministère chargé de l'écologie, la fédération des éducateurs des jeunes enfants, la fédération des crèches parentales et d'entreprises, la caisse nationale d'allocation familiale et la direction générale de la cohésion sociale.

### Vers une réforme?
En France, après la mort (juillet 2022) d’une fillette de onze mois dans une crèche privée à Lyon, survenu peu après la publication (janvier 2022) du livre Les Fossoyeurs (montrant les dérives de la prise en compte des personnes âgées dans les EHPAD, à l’origine du scandale Orpea), une enquête a abouti à un rapport de l'Inspection générale des affaires sociales (Igas). Le rapport (septembre 2023) a conclu que "les connaissances sur le jeune enfant et leur prise en compte dans les projets éducatifs des établissements et les formations des professionnels ont connu des avancées décisives au cours des dernières décennies, et ont permis de faire émerger un modèle d’éveil et d’éducation centré sur la singularité de l’enfant, et sur ses besoins affectifs, linguistiques, moteurs…" selon le rapport de l'IGAS de 2024. "Néanmoins, poursuivent les inspecteurs de l'IGAS, la mise en œuvre effective de ce modèle connaît des variations très importantes selon les établissements : la qualité du bâti et de l’aménagement intérieur, les taux effectifs d’encadrement, la formation des professionnels et la capacité générale à répondre aux besoins des enfants sont disparates, et conduisent à de graves inégalités entre les territoires. La dégradation de la qualité peut entraîner des carences dans la sécurisation affective et dans l’éveil des enfants, autant qu’un épuisement des professionnels, qui ne parviennent plus à accueillir les enfants dans les conditions requises."  
Deux livres-enquêtes ont aussi montré la dérive du modèle privé lucratif et des dysfonctionnements source de risques de sécurité et de mal-être des enfants accueillis. 
En 2024, une commission d’enquête, politique, sur les crèches a été créée, qui suggère de réformer un système « à bout de souffle » (rapport adopté à huis clos le 27 mai 2024, qui devrait être rendu public le 3 juin). Selon la députée Sarah Tanzilli (rapporteure, du groupe Renaissance), les défaillances confirmées par le rapport sont systémique ne sont pas particulièrement liées à la privatisation des crèches et à la financiarisation de ce secteur ; inversement, le groupe LFI, dans un contre-rapport conclut que si « les difficultés ne se limitent pas au secteur privé lucratif, (…) la marchandisation est un facteur aggravant ». L'encouragement de l'État à la privatisation « était censé apporter une solution à la pénurie de places d’accueil pour les jeunes enfants », et cela à « moindre coût pour l’État (...). Les travaux de la commission décrivent un système coûteux pour les finances publiques et les familles, proposant des conditions de travail et des rémunérations dégradées aux professionnelles et enfin et surtout portant le risque d’une maltraitance institutionnelle pour les enfants ». Le contre-rapport LFI insiste, lui, sur le fait que les « 26 fermetures administratives concernent 100 % d’EAJE de droit privé, 24 des 26 établissements fermés sont des microcrèches, 93 % lucratives, 7 % associatives », selon la ministre de l’Enfance, Sarah El Haïry, auditée le 30 avril 2024.
Les parmlementaires de la commission recommandent notamment des contrôles plus fréquents des crèches (« selon une fréquence identique pour toutes les structures, sans distinction selon leur statut juridique ») et une carte professionnelle.

## Effets sur le développement cognitif
Une étude pubiée en 2020 suggère que la garderie en crèche pourrait avoir une influence négative sur le développement cognitif de l'enfant.
Un mois supplémentaire de garde à l'âge de 0 à 2 ans réduirait le quotient intellectuel de 0,5 % (4,7 % d'un écart type) à 8 à 14 ans dans une population relativement aisée. L'ampleur de cet effet négatif augmente avec le revenu familial. Des impacts négatifs similaires sont constatés pour les traits de personnalité. Ces résultats seraient cohérents avec l'hypothèse de la psychologie selon laquelle les enfants en garderie ont moins d'interactions individuelles avec les adultes, avec des effets négatifs dans les familles où ces interactions sont de meilleure qualité.